# 3370 Kohsai
3370 Kohsai је астероид главног астероидног појаса чија средња удаљеност од Сунца износи 2,215 астрономских јединица (АЈ).
Апсолутна магнитуда астероида је 14,0.